# 金容浩 (詩人)
金 容浩（キム・ヨンホ、1912年5月26日 - 1973年5月14日）は、日本統治時代の朝鮮及び大韓民国の詩人。
本貫は金海金氏。幼名は金 万石（キム・マンソク、김만석/金萬石）。号は鶴山（ハクサン、학산）、野豚（ヤドン、야돈）、秋江（チュガン、추강）。

## 経歴
馬山出身。1930年に東亜日報から詩『春怨』で文壇にデビューした。1959年に檀国大学校国語国文学科教授、1970年に新民党文化芸術行政特任委員。
高血圧により61歳で死去した。